# Estrella variable per rotació
En les estrelles variables per rotació, el canvi de brillantor es modula mitjançant la rotació d’una estrella o el període de revolució en un sistema estel·lar binari.
Els motius dels canvis de brillantor poden ser components d’estrelles binàries properes deformades el·lipsoidalment o l’aparició d’una distribució de brillantor desigual a la superfície estel·lar. Això pot ser causat per:
- Taques estel·lars igual com les taques del Sol.
- distribució de temperatura diferent .
- distribució química diferent[1]

## Subgrups
- Les variables el·lipsoidals són sistemes d’estrelles binàries properes en què les components s'han deformat el·lipsoidalment a causa de la seva proximitat sota influència gravitatòria. A causa del moviment orbital del sistema estel·lar binari, veiem diferents àrees de les estrelles des de la Terra de manera diferent, i això condueix a un lleuger canvi de llum inferior a 0,1 de magnitud aparent.
- Les estrelles variables reflectants també són sistemes d’estrelles binàries en què el canvi de llum es deu principalment a l'escalfament dels hemisferis estel·lars enfrontats.
- Les variables Alfa ² Canum Venaticorum són estrelles de seqüència principal amb els tipus espectrals B8p-A7p. Mostren un fort camp magnètic d’uns quants milers de Gauss, que varia a mesura que l'estrella gira des de la perspectiva de la Terra. El lleuger canvi de llum d’un màxim de 0,1 de magnitud aparent és el resultat d’una acumulació química de silici, crom i terres rares al voltant dels pols del camp magnètic.
- Les estrelles BY Draconis són nanes tardanes amb línies d'emissió amb un tipus espectral de dKe a dMe. Mostren canvis de llum quasi periòdics amb longituds de cicle de 0,2 a 100 dies amb una amplitud de fins a 0,5 map. La variabilitat és conseqüència de les taques estel·lars i de l’activitat cromosfèrica a causa de la rotació ràpida. A les estrelles  BY Draconis, també s'han observat erupcions solars com les de les estrelles UV-Ceti.
- Les variables FK Comae Berenices són variables que roten ràpidament amb una brillantor superficial desigual i un tipus espectral de G a K. L'espectre està dominat per les línies d’emissió de calci i hidrogen. Probablement són estrelles simples que han sorgit recentment d’una fusió d’un sistema estel·lar binari proper i on el camp magnètic encara no ha tingut temps d’alentir la rotació. La durada de rotació i el període de canvis de brillantor són inferiors a 5 dies.
- Els púlsars són estrelles de neutrons que giren ràpidament amb un fort camp magnètic. El temps de rotació oscil·la entre 0,01 i pocs segons. En els púlsars joves, el camp magnètic és suficient per arrencar electrons de l'escorça de l'estrella de neutrons i accelerar-los al llarg de les línies del camp magnètic. La radiació de sincrotró s'emet en la direcció del moviment dels electrons i l'observador percep una radiació "pulsada" amb la meitat del període del període de rotació de l'estrella de neutrons.
- Les variables SX Arietis són les primeres estrelles de seqüència principal amb una classe espectral de B0p a B9p. Les estrelles, també conegudes com a variables d'heli, mostren una intensitat variable en les línies espectrals d'heli i silici. Probablement és una continuació de les estrelles Alfa² Canum Venaticorum a temperatures més altes, ja que s'utilitza el mateix mecanisme per explicar el canvi de llum per a les dues classes d’estrelles.[2]